# David Button
David Robert Edmund Button (27 de febrer de 1989) és un futbolista professional anglès que juga de porter pel Brighton & Hove Albion FC de la Premier League.